# Nagy László (esperes)
Nagy László (Sepsigidófalva, 1836. november 27. – Szilágysomlyó, 1893. május 2.) református lelkész, egyházmegyei esperes, megyebizottsági tag, zsinati tag.

## Élete
Nagy Ferenc, szintén lelkész, az 1848-49. szabadságharc egyik kimagasló alakja és Kiss Borbála fia. Tanulmányait Nagyenyeden kezdte, azonban a szabadságharc kitörésekor az iskola bezáratott és ő is hazament szüleihez. A szabadságharc alatt Gábor Áron sepsiszentgyörgyi tölténygyárában önkéntes munkás volt. A szabadságharc gyászos vége után apját halálra ítélte az önkényuralom, ezen ítélet kegyelem útján négy évi josefstadti börtönre változtatott és a családra szomorú sors következett. Nagy sanyarogva 1851-től Székelyudvarhelyen, 1853. szeptembertől a nagyenyedi Bethlen-kollégiumban folytatta és végezte be tanulmányait. A hittanszak két utolsó évét az akkor még Kolozsvárt összpontosított teológiai fakultáson 1858-ban végezte. 1862. augusztus 19-én és 23-án papi vizsgát tett.
Az 1862-1863. iskolai évre a kolozsvári református főgimnázium V. osztályának vezetője (segédtanára) lett, ahol a görög és latin nyelvet tanította. 1863. augusztusban ösztöndíjjal Utrechtbe ment, Kovács Albert későbbi pesti teologiai tanár társaságában; az egyetem látogatása mellett társával együtt a szünidők alatt beutazta Hollandiát, Belgiumot és Brüsszelben tanulmányozták a műkincseket; a nyári szünidő alatt Párizst látogatta meg és a Collège de France előadásait hallgatta; 1864. szeptember 13-án megalapította a párizsi magyar egyletet. Hat hónapi párizsi tartózkodás után azon év szeptember 14-én hazautazott Szilágysomlyóra, ahol szeptember 27-én lépett a templomi szószékre és ugyanott karácsony másodnapján pappá választották; 1865. február 9-én foglalta el papi állomását.
A romban hevert egyházi épületeket átalakíttatta, kényelmet és jólétet teremtve; létrehozta a községi iskolát, mely a 19. század végén már négy férfi és ugyanannyi nőtanítóval mintaiskolája lett Szilágy vármegyének. 1869-ben Bánffy Elek báró és Hubert Iván támogatásával létesítette a Kraszna megyei Szilágysomlyón székelő takarékpénztárt; 1871-ben pedig báró Bánffy Elekkel megteremtette a szilágysomlyói kisdedóvót. A politikai téren is működött mint a Tisza-párt híve. Legkiválóbb munkája a dézma verifikálása a szilágysági 23 egyházban, mellyel az egyházak jövőjét biztosította.
1867-ben egyházmegyei aljegyző, 1869-ben tanácsbíró, 1881. április 3-án főjegyző lett, 1884. március 30-án egyházmegyéje közfelkiáltással esperessé választotta. 1886-ban az egyházkerületi közgyűlés az igazgatótanács tisztével ruházta fel. 1888-ban konventi taggá, 1889-ben közügyigazgatóvá választották meg. Szilágysomlyón a közügy barátaival együtt megalapította a könyvnyomdát és hírlapot indított meg. Szilágy megye közigazgatási tagja is volt.
Cikkeket írt az Erdélyi Protestáns Közlönybe (melynek keletkezése óta munkatársa volt), az Ellenzékbe s a Szilágy-Somlyóba; egyházi beszédei a Prédikátori Tár I. és II. kötetében (1871-72.); a Szilágy-Somlyóban (1888. 30. sz. Diószeghy Miklós).

## Munkái
- Közönséges egyházi beszédek. Kolozsvár, 1875.
- Emlékbeszéd Deák Ferencz felett. Kolozsvár, 1875. (Krasznamegye közgyűlési határozata folytán nyomatta ki).
- Ünnepi és közönséges egyházi beszédek. Szilágy-Somlyó, 1885. (az 1. és 3. sz. munkákat Kis Albert és Viski Pál társaságában írta s adta ki. Utóbbiban hat beszéde van).

Szerkesztette s kiadta a Szilágy-Somlyó c. társadalmi hetilapot 1883-tól 1890. december elejéig.